# كيث ديفيس
كيث ديفيس (بالإنجليزية: Keith Davis)‏ (و. 1978  م) هو لاعب كرة قدم أمريكية، من الولايات المتحدة، ولد في دالاس، تكساس، يلعب كظهير دفاعي ‏.

## التعليم
تعلم في Italy High School ‏.

## روابط خارجية
- كيث ديفيس على موقع مرجع كرة القدم المحترفة.كوم (الإنجليزية)